# Anticomitas
Anticomitas is een geslacht van weekdieren uit de klasse van de Gastropoda (slakken).

## Soort
- Anticomitas vivens Powell, 1942